# Wahlen zur South West African Legislative Assembly 1926
- DB: 7
- NPSWA: 3
- SWP: 2

Die Wahlen zur South West African Legislative Assembly im Jahr 1926 waren die ersten (von neun) Wahlen im Mandatsgebiet Südwestafrika.

## Vorgeschichte
Die deutsche Kolonie Deutsch-Südwestafrika war 1919 gemäß den Bestimmungen des Friedensvertrags von Versailles als Völkerbundsmandat Südwestafrika der Verwaltung Südafrikas übertragen worden.
Im Zuge der sich anschließenden „Südafrikanisierung“ von Südwest wurde etwa die Hälfte der dort noch lebenden 15.000 Deutschen ausgewiesen und deren Farmen Südafrikanern übergeben. Die als „Entgermanisierung“ bezeichnete Politik Südafrikas änderte sich erst durch das Londoner Abkommen vom 23. Oktober 1923, nach welchem den im Lande verbliebenen Deutschen die britische Staatsbürgerschaft angetragen und die Zuwanderung aus Deutschland sowie der Ausbau der deutschen Sprache nachdrücklich gefördert wurden. 258 Deutsche lehnten die britische Staatsangehörigkeit ab, 2873 Deutschnamibier machten von der Möglichkeit des Staatsbürgerschaftswechsels Gebrauch.
1925 billigte der Generalgouverneur die Verfassung für Südwestafrika, den South West Africa Constitution Act, No. 42 of 1925.
Die Verfassung schuf die rechtliche Grundlage für eine gesetzgebende Versammlung (Legislative Assembly) und das Kabinett (Executive Committee) in Südwestafrika. Das Parlament bestand demnach aus 18 Mitgliedern, von denen 12 durch Wahlen und 6 durch Ernennung in dieses Amt gelangten. Wahlberechtigt waren nur die Weißen, nicht die einheimische Mehrheitsbevölkerung.

## Wahlkreise
Gewählt wurde in 12 Ein-Personen-Wahlkreisen. Entsprechend wichtig war die Festlegung der Wahlkreisgrenzen. Eine Wahlkreiskommission unter dem Vorsitz des Oberrichters Dr. G. van Pittius, der auf deutscher Seite der Farmer J.G. Lemmers und Baron Kraus, der Schriftleiter der deutschsprachigen Allgemeinen Zeitung in Windhuk angehörten, legte einvernehmlich die Wahlkreise fest.

## Parteien
Das Wahlrecht sah vor, dass Kandidaten ein Pfand von 50 Pfund hinterlegen mussten. Dieses Pfand verfiel, wenn der Kandidat weniger als 20 % der Stimmen erhielt. Hierdurch wurden Einzelkandidaten und Splitterparteien abgeschreckt. Entsprechend gab es nur 28 Kandidaten, davon 12 Deutsche und 16 Unionsangehörige. Die Deutschen kandidierten im Deutschen Bund (DB). Daneben gab es zwei deutschen Sozialdemokraten im Wahlkreis Swakopmund (Carl Schmidt, er erhielt 23 Stimmen und büßte das Pfand ein) und Windhuk-Zentral (Johann Felden, der 87 Stimmen erhielt und über 20 % kam). Die Unionsangehörigen waren einerseits in der National Party of South West Africa und andererseits in den South West Party organisiert.

## Wahlergebnisse nach Wahlkreisen
Die Wahl zur ersten South West African Legislative Assembly (SWALA) fand am 25. Mai  1926 statt und ergab als Ergebnis, dass 7 Deutsche und 5 Unionisten gewählt worden waren. Sieben Sitze gingen an den DB, drei an die NPSWA und zwei an unabhängige Kandidaten.
Die Wahlbeteiligung betrug 76,5 %.
| Nr.    | Wahlkreis        | Abgeordneter                               | Nationalität | Partei | Wähler | gültige Stimmen | Stimmen Sieger    | Stimmenanteil | Wahlbeteiligung |
| ------ | ---------------- | ------------------------------------------ | ------------ | ------ | ------ | --------------- | ----------------- | ------------- | --------------- |
| 1      | Gibeon           | Cornelis Johannes Frederik Grobler         | Unionist     | SWP    | 509    | 333             | 158               | 47,4 %        | 66 %            |
| 2      | Gobabis          | Frederik Jacobus Jooste                    | Unionist     | NPSWA  | 487    | 368             | 233               | 63,3 %        | 76 %            |
| 3      | Grootfontein     | Friedrich Wilhelm Kegel                    | Deutscher    | DB     | 467    | 366             | 278               | 75,9 %        | 79 %            |
| 4      | Keetmanshoop     | Barend Jacobus Espach                      | Unionist     | NPSWA  | 542    | 426             | 210               | 49,3 %        | 79 %            |
| 5      | Kolmanskuppe     | Wilhelm Heinrich Fischer                   | Deutscher    | DB     | 545    | ./              | Einziger Kandidat | ./            | ./              |
| 6      | Lüderitzbucht    | Hans Bruno Karl Hirsekorn                  | Deutscher    | DB     | 434    | ./              | Einziger Kandidat | ./            | ./              |
| 7      | Okahandja        | Albert Voigts                              | Deutscher    | DB     | 509    | 421             | 271               | 64,4 %        | 83 %            |
| 8      | Omaruru          | Carl Friedrich Theodor Westenfeld          | Deutscher    | DB     | 517    | 436             | 231               | 52,9 %        | 84 %            |
| 9      | Swakopmund       | Robert Richard Rudolf Blank                | Deutscher    | DB     | 537    | 418             | 210               | 50,2 %        | 80 %            |
| 10     | Warmbad          | Christiaan Hieronymus Oberholzer           | Unionist     | NPSWA  | 527    | 391             | 232               | 59,3 %        | 75 %            |
| 11     | Windhuk-Zentral  | Peter Müller                               | Deutscher    | DB     | 562    | 391             | 307               | 78,5 %        | 75 %            |
| 12     | Windhuk-Distrikt | Diederik William Ferdinand Egbertus Ballot | Unionist     | SWP    | 548    | 395             | 278               | 70,4 %        | 72 %            |
| Gesamt | Gesamt           | Gesamt                                     | Gesamt       | Gesamt | 6184   | 3945            |                   |               | 76,5 %          |

Quelle: 
In Gobabis und Swakopmund war ein Wahlkreisabkommen zwischen der National Party of South West Africa und dem Deutschen Bund geschlossen worden. Danach unterstützte der Deutsche Bund den Kandidaten der Nationalpartei gegen die Südwestpartei in Gobabis und die Nationalpartei den deutschen Kandidaten in Swakopmund.
Nach der Wahl ernannte der südafrikanische Administrator Johannes Werth zwei Deutsche und vier Unionisten als weitere Mitglieder:
- Paul Guhr (Deutscher)
- August Stauch (Deutscher)
- Izak Jacobus Johannes Buys (Unionist)
- George Curtis (Unionist)
- Johannes Gerhardius de Wet (Unionist)
- Cornelius Jacobus van Tonder (Unionist)

Curtis wurde zum Parlamentspräsidenten gewählt.
Die Legislative Assembly wählte vier Mitglieder aus ihren Reihen als Mitglieder des Exekutivkomitees:
- Diederik William Ferdinand Egbertus Ballot
- Frederik Jacobus Jooste
- Friedrich Wilhelm Kegel
- Albert Voigts